# Cooktown Airport
Cooktown Airport är en flygplats i Australien. Den ligger i kommunen Cook och delstaten Queensland, omkring 1 600 kilometer nordväst om delstatshuvudstaden Brisbane. Cooktown Airport ligger 11 meter över havet.
Trakten är glest befolkad. Närmaste större samhälle är Cooktown, omkring 11 kilometer öster om Cooktown Airport.
Trakten runt Cooktown Airport består huvudsakligen av våtmarker. Genomsnittlig årsnederbörd är 1 696 millimeter. Den regnigaste månaden är mars, med i genomsnitt 461 mm nederbörd, och den torraste är augusti, med 14 mm nederbörd.